# Nebelberg (Langdorf)
Nebelberg ist ein Gemeindeteil der Gemeinde Langdorf im niederbayerischen Landkreis Regen.

## Lage
Das Dorf Nebelberg liegt etwa einen Kilometer nordöstlich von Langdorf an der Bahnstrecke Zwiesel–Bodenmais.

## Geschichte
Der Ort ist erstmals 1877 amtlich verzeichnet. Beim Bau der 1928 vollendeten Bahnstrecke Zwiesel–Bodenmais erhielt Nebelberg eine eigene Haltestelle. 

## Sehenswürdigkeiten
- Marienkapelle. Sie wurde am 2. Juni 1985 geweiht. Der Vorgängerbau von 1928 war wegen Neubau der Straße 1963 abgerissen worden.

## Vereine
- Brieftaubenverein Nebelberg
- Schnupferclub Nebelberg
- Verein Marienkapelle Nebelberg